# باتريك هاميلتون
باتريك هاميلتون (بالإنجليزية: Patrick Hamilton)‏ (17 مارس 1904 في المملكة المتحدة - 23 سبتمبر 1962 في المملكة المتحدة)؛ كاتب، كاتب مسرحي، كاتب سيناريو، ممثل وروائي بريطاني.

## روابط خارجية
- باتريك هاميلتون على موقع IMDb (الإنجليزية)
- باتريك هاميلتون على موقع الموسوعة البريطانية (الإنجليزية)
- باتريك هاميلتون على موقع ألو سيني (الفرنسية)
- باتريك هاميلتون على موقع ميوزك برينز (الإنجليزية)
- باتريك هاميلتون على موقع أول موفي (الإنجليزية)
- باتريك هاميلتون على موقع قاعدة بيانات برودواي على الإنترنت (الإنجليزية)
- باتريك هاميلتون على موقع قاعدة بيانات الأفلام السويدية (السويدية)
- باتريك هاميلتون على موقع إن إن دي بي (الإنجليزية)
- باتريك هاميلتون على موقع قاعدة بيانات الفيلم (الإنجليزية)
- باتريك هاميلتون على موقع كينوبويسك (الروسية)